# 언니는 좋겠네
언니는 좋겠네는 한국에서 제작된 이형표 감독의 1963년 영화이다. 이민자 등이 주연으로 출연하였고 차태진 등이 제작에 참여하였다.

## 출연

### 주연
- 이민자
- 허장강
- 김희갑
- 강미애

## 제작진
- 원작자: 조흔파
- 조명: 박진수
- 미술: 노인택